# Paul Martin (atlet)
Paul Martin (11. august 1901 – 28. april 1987) var en Schweizisk atlet som deltog i de olympiske lege 1920 i Antwerpen, 1924 i Paris, 1928 i Amsterdam, 1932 i Los Angeles og 1936 i Berlin. 
Martin vandt en sølvmedalje i atletik under OL 1924 i Paris. Han kom på en anden plads i disciplinen 800 meter bagefter britiske Douglas Lowe.